# Ектор Данте Чинкота
Ектор Данте Чинкота (или Ектор Данте Синкота) (4 април 1943, Ла Плата) – аржентински поет и литературен критик, носител на Националната награда на Аржентина за литература за 1993 г. и други награди. Той е автор на над седемдесет книги, като сред тях се открояват „Античността на облаците“ (La antigüedad de las nubes, 1972) и „Свидетелството на дните“ (El testimonio de los días, 1975). Сред есеистичните му книги се откроява изследванто му върху творчеството на Рикардо Молинари „Времето и природата в произведенията на Рикардо Е. Молинари“ (El tiempo y la naturaleza en la obra de Ricardo E. Molinari, 1992), „Изследвания върху аржентинската поезия“ (Estudios de poesía argentina, 1994) и „Аржентинската литература“ (Letras Argentinas, 2012). Произведенията му са превеждани на италиански, френски, английски, немски и др.
Той е пътувал и изнасял лекции в множество държави в Европа, Южна Америка и САЩ. Поезията му е класическа по своя изказ и той я смята за съвместно начинание, сътрудничейки си с популярни художници като: Нора Борхес, Либеро Бади, Раул Солди, Аида Карбало, Леополдо Пресас, Карлос Алонсо, Гилермо Роукс и др. Той възприема поезията и изкуството в целостта му като отдалечени от реалността, но опиращи се на нея като на чудо. Езикът на произведенията му е ясен и музикален, близък до езика на Молинари. Сред авторите, които е изследвал, са Пърси Биш Шели, Джон Кийтс, Робърт Грейвс, Николас Гилен, Хорхе Луис Борхес, Алфонсо Рейес, Хуан Рамон Хименес и Мигел Ернандес.

## Избрани творби

### Поезия
Oda italiana (1967)
La antigüedad de las nubes (1972)
Sobre los ríos, el amor y el aire (1973)
El árbol (1973)
El recuerdo (seis sonetos a la casa) (1974)
Una rosa transparente para Rilke (epístola) (1975)
El testimonio de los días (1975)
Pájaros para la muerte de Saint-John Perse (1976)
Poesía portuguesa (1977)
Memorial del cielo y de los pájaros (1979)
El contemplado (1982)
El pesaroso (1987)
I giorni di nebia (1996)
Esta esplendente nada del poniente (1996)
Tres poemas par una ausencia uruguaya (2001)
Este largo deseo (2002)
El dichoso recuerdo (2005)
El sendero (2009)

### Есеистика
Jorge Luis Borges (1973)
El tiempo y la naturaleza en la obra de Ricardo E. Molinari (1992)
Estudios de poesía argentina (1994)
El tiempo y las letras (1996)
Poesía argentina (1997)
Carlyle y Chatterton (2008)
Mariano Melgar (2009)
Letras argentinas (2012)
Guillen y Neruda (2012)
Perspectiva de Robert Graves (2013)
Virginia Woolf y Christopher Marlowe (2014)